# Орнек (Аккольский район)
Орне́к (каз. Өрнек) — село в Аккольском районе Акмолинской области Казахстана. Входит в состав Наумовского сельского округа. Код КАТО — 113247300.

## География
Село расположено в северо-западной части района, на расстоянии примерно 28 километров (по прямой) к северо-западу от административного центра района — города Акколь, в 23 километрах к востоку от административного центра сельского округа — села Наумовка.
Абсолютная высота — 352 метров над уровнем моря
Ближайшие населённые пункты: село Никольское — на севере.
Западнее села проходит железная дорога «Курорт Боровое — Астана», имеется станция.

## Население
В 1989 году население села составляло 597 человек (из них казахи — 50 %, русские — 23 %).
В 1999 году население села составляло 599 человек (287 мужчин и 312 женщин). По данным переписи 2009 года, в селе проживало 414 человек (208 мужчин и 206 женщин).
| Численность населения | Численность населения | Численность населения |
| 1989                  | 1999                  | 2009                  |
| --------------------- | --------------------- | --------------------- |
| 597                   | ↗599                  | ↘414                  |

## Улицы[5]
- ул. Даулетбая Ахметжанова
- ул. Кошкена Кусаинова
- ул. Кундыз апай
- ул. Мектеп
- ул. Сары тобе